# Lukáš Holík
Lukáš Holík (* 23. srpna 1992 Zlín) je český profesionální fotbalista, který hraje na pozici útočníka či ofensivního záložníka za český klub FK Třinec

## Klubová kariéra
Odchovanec Zlína, do A-mužstva se dostal v roce 2011. 15. října 2011 debutoval za Zlín ve druhé lize proti týmu FK Baník Sokolov (porážka 0:2). Se Zlínem postoupil v sezóně 2014/15 do 1. české ligy. Se zlínským týmem vyhrál v sezóně 2016/17 český fotbalový pohár, ve finále 17. května 2017 na Andrově stadionu v Olomouci byl u vítězství Zlína 1:0 nad druholigovým SFC Opava.
V červnu 2017 přispěl k zisku další trofeje, premiérového Česko-slovenského Superpoháru (po zdolání Slovanu Bratislava).
V září 2017 přestoupil do jiného českého prvoligového mužstva FK Dukla Praha, kde podepsal smlouvu do června 2020.